# Don Ross
Don Ross (nacido en Montreal, 19 de noviembre de 1960) es un guitarrista canadiense.

## Biografía
Es hijo de padres de origen escocés y del pueblo originario micmac. Creció en una familia de músicos. Primero aprendió piano antes de pasar a la guitarra. En su adolescencia, Don descubrió la guitarra estilo dedos y comenzó a experimentar con afinaciones alteradas. Más tarde estudió música en la Universidad York de Toronto. En lugar de estudiar guitarra, Don se centró más en composición, música electrónica y grabación de sonido.
Después de graduarse, Don decidió que era más apto para interpretar sus composiciones. En 1988, ganó el Concurso Nacional de Guitarra Fingerstyle de Estados Unidos. Esto le valió el reconocimiento nacional y su primer contrato discográfico. Don obtuvo luego otra vez el primer puesto en la misma competición en 1996. Hasta el día de hoy, sigue siendo el único guitarrista que ha ganado la competición dos veces.

## Discografía
- Music for Vacuuming, 2005, CandyRat
- Robot Monster, 2003, Narada/Virgin
- Huron Street, 2001, Narada/Virgin
- Passion Session, 1999, Narada Masters of Acoustic Guitar
- Loaded.Leather.Moonroof., 1997, Sony Canada
- Wintertide, 1998, Sony Canada
- This Dragon Won't Sleep, 1995, Sony Canada
- Three Hands, 1992, Duke Street Records
- Don Ross, 1990, Duke Street Records
- Bearing Straight, 1989, Duke Street Records